# Swiftia pourtalesii
Swiftia pourtalesii is een zachte koraalsoort uit de familie Plexauridae. De koraalsoort komt uit het geslacht Swiftia. De wetenschappelijke naam van de soort werd in 1936 gepubliceerd door Elisabeth Deichmann.